# Mary Travers (cantante)
Mary Allin Travers (Louisville, 9 novembre 1936 – Danbury, 16 settembre 2009) è stata una cantante statunitense, specializzata nel repertorio della folk music.
È conosciuta per essere stata, assieme a Peter Yarrow e Noel "Paul" Stookey, la voce femminile del trio Peter, Paul and Mary, gruppo musicale fondato negli anni sessanta.
Dal 1970 al 1978 ha svolto carriera da solista. Fra le sue collaborazioni figurano quelle con The Kingston Trio e con il cantante country John Denver.

## Biografia
Travers ha frequentato la Little Red School House pur venendone espulsa quando era giunta alle classi superiori. Ha vissuto al Greenwich Village di New York come studentessa di high school. È stata sposata con Barry Feinstein da cui ha avuto due figlie. Il matrimonio si è poi concluso con un divorzio.
Nel 2005 alla cantante è stata diagnosticata una forma di leucemia, trattata con un trapianto di midollo osseo. La malattia ha tuttavia rallentato la sua attività artistica all'interno del trio Peter, Paul and Mary, fino al decesso avvenuto nel settembre 2009.

### Peter, Paul and Mary
Il gruppo Peter, Paul and Mary venne fondato nel 1961 e si sciolse nel 1970 quando Travers decise di tentare la via della cantante solista. Registrò come tale cinque album.
I tre componenti del gruppo sono poi tornati a suonare insieme nel 1978 riprendendo a tenere concerti e ad incidere dischi in maniera massiccia tanto da essere inseriti nel 1999 nella Vocal Group Hall of fame.

## Discografia da solista

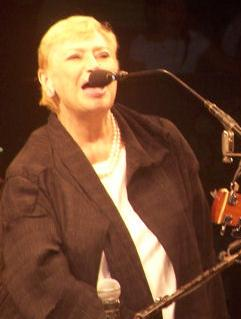
Mary Travers alla Westbury Music Fair di Westbury, New York il 5 agosto 2006

### 33 giri
- 1971 - Mary (Warner Bros. Records, WS 1907)
- 1972 - Morning Glory (Warner Bros. Records, BS 2609)
- 1973 - All My Choices (Warner Bros. Records, BS 2677)
- 1974 - Circles (Warner Bros. Records, BS 2795)
- 1978 - It's In Everyone of Us (Chrysalis, CHR 1168)

### EP
- 1971 - Erika With The Windy Yellow Hair/Rhymes And Reasons/The Song Is Love (Warner Bros. Records, N-63-7; pubblicato solo in Portogallo)

### 45 Giri
- 1971 - Follow Me/I Guess He'd Rather Be In Colorado (Warner Bros. Records, 7481)
- 1972 - It Will Come To You Again/The Scarlet And The Grey (Warner Bros. Records, WB 7570)
- 1972 - Morning Glory/That's Enough For Me (Warner Bros. Records, WB 7588)
- 1973 - Too Many Mondays/That Year There Was No Winter (Warner Bros. Records, WB 7675)
- 1973 - Oh, What A Feeling/Five Hundred Miles (Warner Bros. Records, WB 7731)
- 1974 - Circles/I'll Have To Say I Love You In A Song (Warner Bros. Records, WB 7790)
- 1978 - The Air That I Breathe/You Turn Me Around (Chrysalis, CHS-2202)
- 1979 - Freedom/So Easy This Time (Chrysalis, CHS-2367)